# João 11

Ressurreição de Lázaro, tema central de João 11.
1609. Por Caravaggio, atualmente no Museo regionale de Messina, na Itália.

João 11 é o décimo-primeiro capítulo do Evangelho de João no Novo Testamento da Bíblia. Jesus segue para Betânia quando soube que seu amigo Lázaro estava doente. Lá realiza um de seus mais famosos milagres e depois é obrigado a fugir novamente da fúria dos fariseus.

## Ressurreição de Lázaro
Lázaro era irmão de Maria e Marta, ambas seguidoras dos ensinamentos de Jesus. Ainda distante da casa dos três, Jesus já afirma que o amigo morreu, mas não é compreendido por seus discípulos («Jesus tinha falado da morte de Lázaro; mas eles supunham que falasse do repouso do sono.» (João 11:13)) Quando chegou, compadeceu-se da tristeza das irmãs e também chorou. Indo ao túmulo de Lázaro, proferiu uma de suas frases mais famosas: «Lázaro, sai para fora!» (João 11:43). Muitos passaram a crer nele a partir daí, mas alguns foram avisar aos fariseus que, em reunião no Sinédrio, «...resolveram tirar-lhe a vida.» (João 11:53)
Jesus então fugiu com os discípulos para uma cidade chamada "Efraim" e ali permaneceu para fugir dos sumo-sacerdotes liderados por Caifás, que havia profetizado que «Jesus havia de morrer pela nação» (João 11:51) e havia dado ordens para prendê-lo.
O relato tem muitas semelhanças com o relato em Lucas 10 (" Jesus na casa de Marta e Maria").